# 5938 Keller
5938 Keller este un asteroid din centura principală de asteroizi.

## Descriere
5938 Keller este un asteroid din centura principală de asteroizi. A fost descoperit pe 16 martie 1980 la Observatorul La Silla de Claes-Ingvar Lagerkvist. El prezintă o orbită caracterizată de o semiaxă mare de 2,34 ua, o excentricitate de 0,07 și o înclinație de 3,6° în raport cu ecliptica.